# 발리해

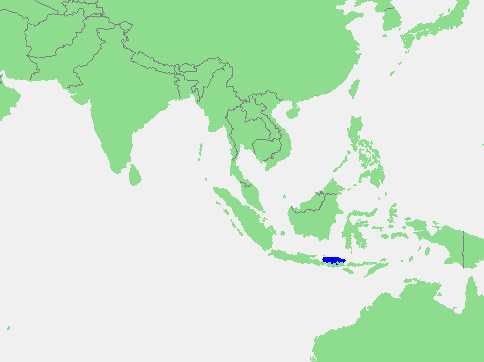
발리 해의 위치

발리 해(인도네시아어: Laut Bali는 발리 섬의 북쪽, 캉게안 섬의 남쪽에 있는 바다이다. 플로레스해의 남서쪽에 있으며, 서쪽으로 마두라 해협이 있다.

## 같이 보기
- 인도네시아의 지리